# Bermudo II. (León)

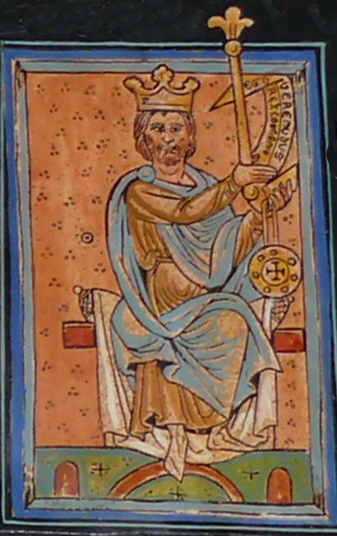
Bermudo II. (Libro de las Estampas)

Bermudo II., el gotoso (der Gichtbrüchige) (* 956; † 999 in El Bierzo), war König von Galicien 982 bis 999 und König von León von 984 bis 999. Er war der Sohn von Ordoño III.
Er erhob sich gegen den König von León Ramiro III. und vereinigte erneut die beiden Königreiche. In erster Ehe war er mit Velasquita, der Tochter von Ordoño IV., verheiratet. Mit ihr hatte er eine Tochter, Cristina. Nach dem Tod seiner Frau heiratete er Elvira, Tochter des Grafen von Kastilien García Fernández, mit welcher er drei Kinder hatte: Alfons V., Teresa und Sancha. Darüber hinaus hatte er noch zwei illegitime Kinder, Elvira und Pelayo.
Er errang die Macht in León dank der Unterstützung der Portugiesen und der Galicier. Allerdings war er gezwungen, sich nach seiner Ausrufung unter den Schutz des Kalifats von Córdoba zu stellen, da es ihm Aufstände im Inneren und der Druck von Seiten Kastiliens unmöglich machten, all diese Probleme allein zu bewältigen. Obwohl es ihm durch den Schutz Córdobas gelang, Zamora zurückzuerobern, musste er sich damit abfinden, dass die Mauren als Besatzungstruppen im Land verblieben.
Erst 987 gelang es ihm, sie aus dem Land zu vertreiben. Dies hatte jedoch zur Folge, dass Almansor (der faktische Alleinherrscher Córdobas) Coimbra zerstörte. Bermudo II. verschanzte sich daraufhin in Zamora, wurde aber von dort nach Lugo vertrieben, was die Zerstörung beider Städte zur Folge hatte. Darüber hinaus eroberten maurische Truppen Gormaz und, 994, Cluni (Coruña del Conde), Astorga (996) und plünderten die Feste Begidum (El Bierzo) und Santiago de Compostela (997).
999 verschlimmerte sich seine Gicht so weit, dass es ihm unmöglich war zu reiten und er auf einer Trage transportiert werden musste.
Er starb im selben Jahr im Kloster Villabuena in El Bierzo. Er wurde im Kloster von Carracedelo beerdigt. Später wurden seine Überreste in die Kathedrale von León überführt.